# الانتخابات الرئاسية التونسية 1989
الانتخابات الرئاسية التونسية 1989 هي انتخابات رئاسية نظمت في تونس في 2 أبريل 1989. هي خامس انتخابات من نوعها.

زين العابدين بن علي الذي وصل للحكم عبر انقلاب 7 نوفمبر 1987، هو المرشح الوحيد في هذه الانتخابات، وذلك عن حزب التجمع الدستوري الديمقراطي. فاز بن علي بهذه الانتخابات بنسبة 100%.
|                            |                                                | الأصوات   | % من المسجلين   | % من المصوتين |
| -------------------------- | ---------------------------------------------- | --------- | --------------- | ------------- |
| المسجلين                   | المسجلين                                       | 925 711 2 |                 |               |
| المصوتين                   | المصوتين                                       | 351 102 2 | 77.52%          |               |
| الأصوات المصرح بها         | الأصوات المصرح بها                             | 028 087 2 |                 | 99.27%        |
| الأصوات البيضاء أو التالفة | الأصوات البيضاء أو التالفة                     | 348 15    |                 | 0.73%         |
| الإمتناع عن التصويت        | الإمتناع عن التصويت                            | 574 609   | 22.48%          |               |
|                            |                                                |           |                 |               |
| المرشح الحزب السياسي       | المرشح الحزب السياسي                           | الأصوات   | % من المصرح بها |               |
|                            | زين العابدين بن علي التجمع الدستوري الديمقراطي | 028 087 2 | 100%            |               |

## مقالات ذات صلة
- الانتخابات التشريعية التونسية 1989